# Baron Arundell of Wardour

Wappen der Barone Arundell of Wardour

Baron Arundell of Wardour, in the County of Wiltshire, war ein erblicher Adelstitel in der Peerage of England.
Stammsitz der Familie war Wardour Castle in Wardour bei Tisbury in Wiltshire. Die Burg wurde im Englischen Bürgerkrieg geschleift. Der 8. Baron erbaute zwischen 1769 und 1776 zwei Kilometer entfernt den neuen Familiensitz New Wardour Castle.

## Verleihung
Der Titel wurde am 4. Mai 1605 von König Jakob I. durch Letters Patent für Sir Thomas Arundell geschaffen.
Der Titel erlosch, als sein Nachfahre, der 16. Baron, am 25. September 1944 unverheiratet und kinderlos an Tuberkulose starb.

## Weitere Titel
Der spätere 1. Baron hatte sich auf eigene Kosten der Kaiserlichen Armee im Kampf gegen die Osmanen im Langen Türkenkrieg angeschlossen. Insbesondere während der Belagerung der Stadt Gran (Esztergom) zeichnete er sich am 7. September 1595 besonders aus, als er schon zu Beginn des Sturmangriffes auf eine Bresche in der Festung Wasserstadt (Víziváros) eigenhändig das türkische Banner erbeutete. In Anerkennung seiner Tapferkeit erhob ihn der römisch-deutsche Kaiser Rudolf II. am 14. Dezember 1595 in den erblichen Grafenstand des Heiligen Römischen Reiches. Die Verleihung stieß bei Königin Elisabeth I. auf Verärgerung, so dass sie ihn bei seiner Rückkehr nach England vorübergehend inhaftieren ließ.

## Liste der Barone Arundell of Wardour (1605)
- Thomas Arundell, 1. Baron Arundell of Wardour (1560–1639)
- Thomas Arundell, 2. Baron Arundell of Wardour (1586–1643)
- Henry Arundell, 3. Baron Arundell of Wardour († 1694)
- Thomas Arundell, 4. Baron Arundell of Wardour (1633–1712)
- Henry Arundell, 5. Baron Arundell of Wardour († 1726)
- Henry Arundell, 6. Baron Arundell of Wardour (1694–1746)
- Henry Arundell, 7. Baron Arundell of Wardour (1717–1756)
- Henry Arundell, 8. Baron Arundell of Wardour (1740–1808)
- James Arundell, 9. Baron Arundell of Wardour (1763–1817)
- James Arundell, 10. Baron Arundell of Wardour (1785–1834)
- Henry Arundell, 11. Baron Arundell of Wardour (1804–1862)
- John Arundell, 12. Baron Arundell of Wardour (1831–1906)
- Everard Arundell, 13. Baron Arundell of Wardour (1834–1907)
- Edgar Arundell, 14. Baron Arundell of Wardour (1859–1921)
- Gerald Arundell, 15. Baron Arundell of Wardour (1861–1939)
- John Arundell, 16. Baron Arundell of Wardour (1907–1944)